# Pilorhagidia
Strandtmanniidae
Famille
Genre
Synonymes
- Strandtmannia Zacharda, 1979

Pilorhagidia est un genre d'acariens, le seul de la famille des Strandtmanniidae.

## Liste des espèces
- Pilorhagidia hirsuta Strandtmann & Goff, 1978
- Pilorhagidia celtarum (Zacharda, 1979)